# Edgar Schmandt
Edgar Schmandt (* 12. Januar 1929 in Berlin; † 13. Juli 2019 in Mannheim) war ein deutscher Maler.

## Leben
Nach einer Ausbildung als Retuscheur und Baumaler in Berlin studierte er an der Hochschule für angewandte Kunst und Hochschule für bildende Kunst, Berlin, sowie an der Freien Akademie in Mannheim bei Paul Berger-Bergner.
Seit 1975 war er Mitglied im Künstlerbund Baden-Württemberg, der ihm im Jahr 2016 den Erich-Heckel-Preis für ein künstlerisches Lebenswerk verliehen hat. Außerdem war er Mitglied im Künstlerbund Rhein-Neckar und Senatsmitglied der Freien Akademie der Künste Mannheim. 
Schmandt lebte seit 1956 in Mannheim. Sein Atelier befand sich seit 1963 in der historischen Sternwarte.

## Rezeption
Der Mannheimer Filmemacher Norbert Kaiser hat 2009 über Schmandt den Dokumentarfilm Edgar Schmandt: Im Homosapiensgelände gedreht.

## Einzelausstellungen (Auswahl)
- 1966 Kunsthalle Mannheim
- 1985 Kunsthalle Mannheim
- 2016 AKKU Projektraum, Künstlerbund Baden-Württemberg, Stuttgart
- 2024 Künstlernachlässe Mannheim

## Werke im öffentlichen Besitz
- Kunsthalle Mannheim

## Preise und Auszeichnungen
- Stipendium der Villa Massimo, Rom
- Stipendium der Kunststiftung Baden-Württemberg
- Stipendium der Villa Romana, Florenz
- Stipendium der Cité des Arts, Paris
- Erich-Heckel-Preis 2016